# Liste des seigneurs de Rochefort

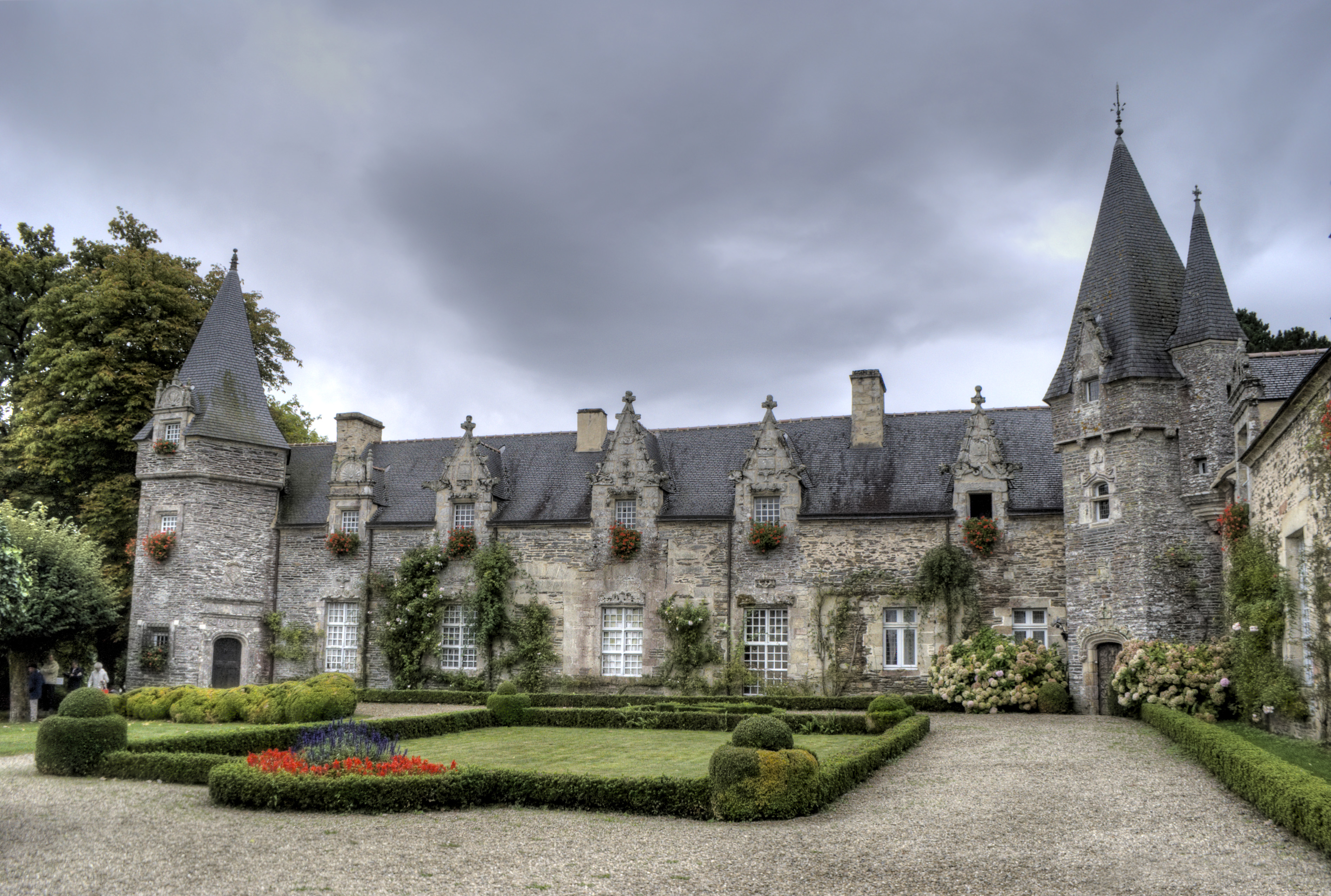
Edifié sur un éperon rocheux qui domine la ville et la vallée du Gueuzon, le premier château de Rochefort-en-Terre était l'œuvre des seigneurs de Rochefort apparus au XIIe siècle.

Rochefort (-en-Terre  depuis 1892) est l'une des plus anciennes seigneuries de Bretagne.
L'isolement de Rochefort la prédisposait à l'établissement d'une place forte. La famille Rochefort bâtit un château vers le XIIIe siècle au sommet d'une colline dominant la ville.
Les seigneurs de Rochefort avaient droit de haute, moyenne et basse justice.

## Famille de Rochefort

Armes de la Famille de Rochefort : vairé d'or et d'azur.

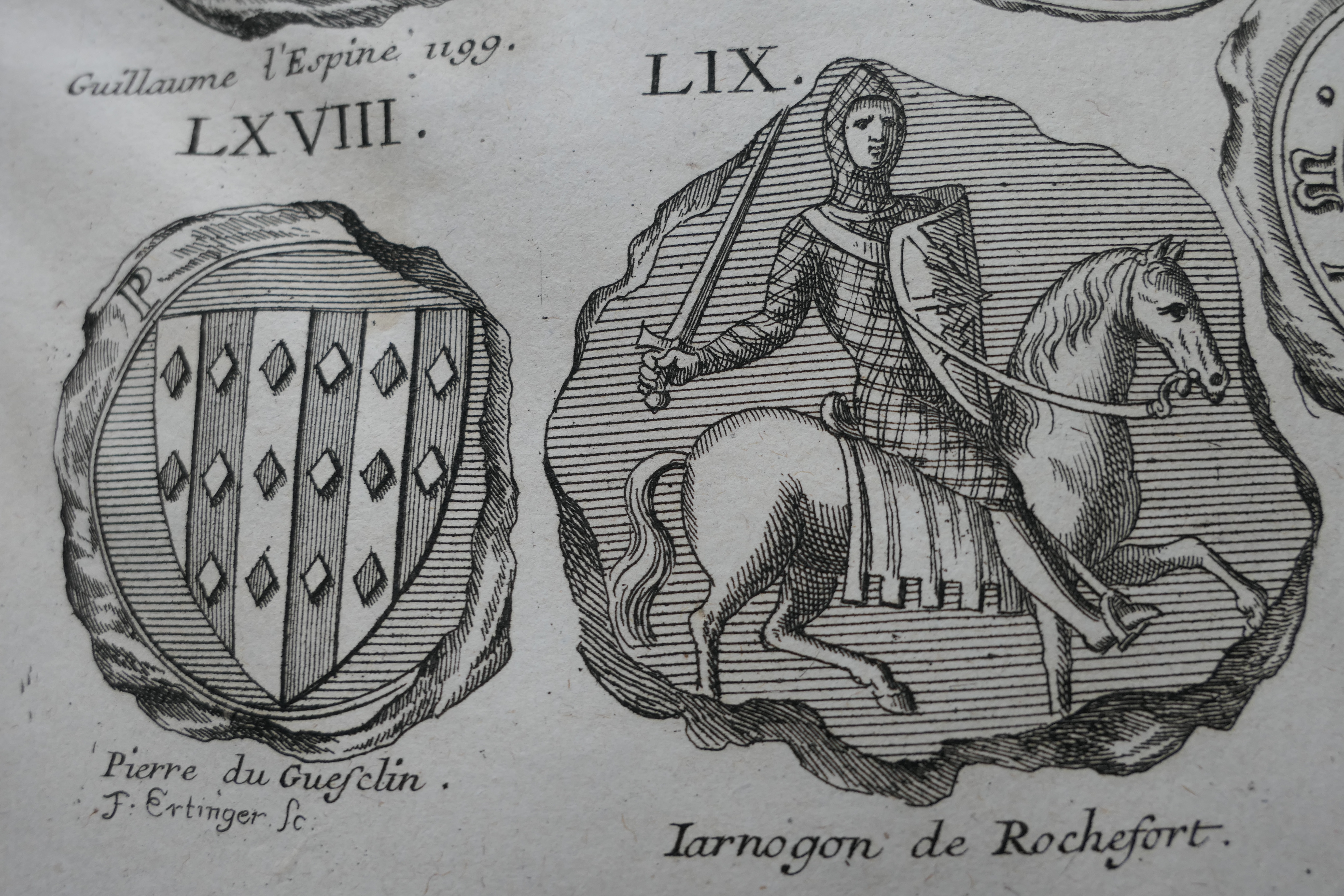
Sceau de Jarnorgon.

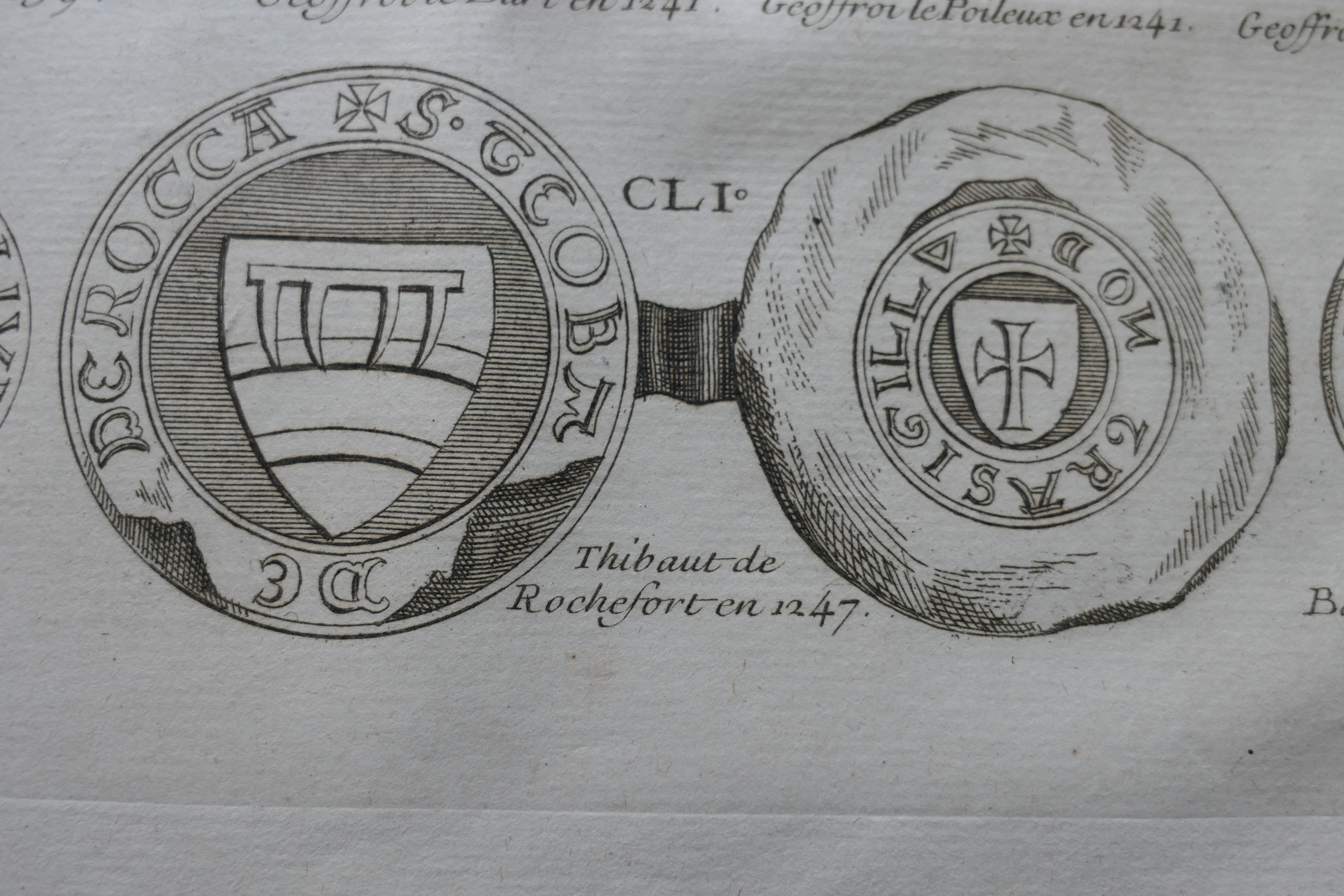
Sceau de Thibaut Ier.

Sceau de Guiallaume Ier.

Cette famille descendrait de la maison de Bretagne.
- Attesté en 1118 Abbon, seigneur de Rochefort,

- Attesté en 1173 Hamon, seigneur de Rochefort,

- Attesté en 1177 et 1195 Jarnorgon Ier, seigneur de Rochefort. Se révolte contre Henri II d'Angleterre. Il fera don, en 1190; de terrains aux moines de Marmoutier,
épouse Tiphaine fille d'Olivier de Lanvaux dont:
Jarnogon II de Rochefort attesté 1222, sans postérité.
Guihénoc illégitime, moine au prieuré de Saint Michel de la Grêle
Anne de Rochefort épouse de Guillaume de Derval dont [2]:

- vers 1240 - 1271 Thibaut Ier de Rochefort[3] (vers 1200 † 1271), vicomte de Donges, seigneur de Rochefort et de Châteauneuf-d'Ille-et-Vilaine, fils des précédents,
marié à Emma de Donges (née vers 1205), vicomtesse héritière de Donges, dont :
Guillaume Ier, seigneur de Rochefort,

- 1271 - après 1275 Guillaume Ier de Rochefort (vers 1230 † après 1275), seigneur de Rochefort et de Châteauneuf-d'Ille-et-Vilaine, et d'Assérac, vicomte de Donges, fils des précédents
marié probablement à l'héritière d'Assérac, puis,
marié à Marguerite de Chateaubriand (vers 1240 † après 1263), dame du Pordic et de Saint-Mars, fille de Geoffroy IV, seigneur de Châteaubriant (veuve, elle se remariera à Yvon VIII de La Jaille), dont :

- après 1275 - après 1327 Thibault II de Rochefort (vers 1260 † après 1327), vicomte de Donges, seigneur de Rochefort, de Châteauneuf-d'Ille-et-Vilaine, et d'Assérac, fils des précédents,
marié à Anne de Neuville, dont :
Alix de Rochefort (née vers 1285),
mariée à  Olivier II, 9e vicomte de Rohan,
Guillaume II de Rochefort seigneur de Rochefort et d'Assérac,
Bonabes de Rochefort (né vers 1295 - Henleix en Saint-Nazaire), seigneur du Henleix,
marié à Marie, fille de Geoffroy V, baron d'Ancenis, dont :
Guy de Rochefort du Henleix[4], seigneur du Henleix, chevalier. En 1354, il reprend le château de Nantes sur les Anglais[5].Il reçoit une montre à Vitré en 1356,
enfant :
Guillaume de Rochefort du Henleix, 
marié à Jeanne de Bruc, dont :
Guyonne de Rochefort du Henleix,
mariée[6] à Jean de Rohan, seigneur du Gué-de-L'Isle.
Bonabes de Rochefort du Henleix ( † 1397)

- après 1327 - vers 1347 Guillaume III de Rochefort (vers 1292 † 1347) à la bataille de la Roche-Derrien le 20 juin 1347., seigneur de Rochefort et d'Assérac et de Châteauneuf-en-Saint-Malo,
marié à Philippette ou Philippa ou Philippine, dame de Princé, fille de Guy VIII de Laval, dont :
Thibault III de Rochefort, seigneur de Rochefort et d'Assérac,
Aliette de Rochefort (vers 1316 † 1350),
mariée à Jean IV, seigneur de Maure (vers 1305 + 1350),
Péronelle de Rochefort ( † 2 août 1383 - Quimper, inhumée au Couvent des Cordeliers de Quimper),
mariée à Hervé V du Pont-L'Abbé (vers 1320 † après août 1383), seigneur du Pont-L'Abbé,
Blanche de Rochefort
mariée à Guy VI de Molac, Vicomte de Bignan et Chambellan du Duc de Bretagne.

- puis, marié à Jeanne de Calletot,

- vers 1347 - 1364 Thibault III de Rochefort (1313 † 29 septembre 1364 à la Bataille d'Auray), seigneur de Rochefort et d'Assérac, et vicomte de Donges,
marié en 1340 à Jeanne ou Marie (après 1316 † 1376), baronne d'Ancenis, fille de Geoffroy VI, (veuve, elle se remaria avec Charles de Dinan ( † 1418), seigneur de Châteaubriant, et de Montafilan) dont :
Jeanne de Rochefort, dame de Rochefort et d'Assérac,
Thibault IV de Rochefort, seigneur de Rochefort et d'Assérac,
Béatrice de Rochefort ( † 28 juin 1421),
mariée le 26 juillet 1385 à Jean de Craon ( † 1432), seigneur de la Suze-sur-Sarthe,
Marie de Rochefort (1365 † après 1418),
mariée à Bertrand III Goyon, seigneur de Matignon (1364 † 1407),
Blanche de Rochefort,
mariée à Jean du Chastelier,

- 1364 - 1371 Thibault IV de Rochefort ( † sans postérité en 1371), seigneur de Rochefort et d'Assérac, et vicomte de Donges,

- 1371 - 1423 Jeanne de Rochefort (1341 † 3 mai 1423), baronne d'Ancenis, vicomtesse de Donges, dame de Châteauneuf, dame de Rochefort, d'Assérac, et de Ranrouët, sœur du précédent,
mariée en 1362 à Eon, fils de Raoul VII de Monfort et d'Aliénor d'Ancenis et frère de Raoul VIII de Montfort, sans postérité, puis,
remariée le 16 février 1374 à Jean II (vers 1342 - 1417 - Rochefort), sire de Rieux,

## Maison de Rieux

Armes de la Maison de Rieux : D'azur à dix besants d'or posés 4, 3, 2, 1.

- 1423 - 1439 Pierre de Rieux (3 septembre 1389 - Ancenis † 1439 - Nesles-en-Tardenois), seigneur de Rochefort, d'Assérac, et de Derval, fils cadet des précédents, maréchal de France, compagnon de Jeanne d'Arc à Orléans, Jargeau, Meung, Beaugency, Patay, Reims.

- Jean III de Rieux (16 juin 1377 ✝ 8 janvier 1431), 16e seigneur de Rieux, frère du précédents, seigneur de Rochefort, baron d'Ancenis, vicomte de Donges, seigneur d'Assérac, seigneur puis (1451) baron de Malestroit, 
marié à Béatrice de Rohan-Montauban (vers 1385 ✝ avant 1414), dame de La Gacilly, fille de Guillaume de Montauban, seigneur de Montauban et de Landal, dont :
Marie (vers 1405 ✝ 24 janvier 1465), dame de Fougeray,
mariée à Louis d'Amboise (1392 ✝ 28 février 1469), vicomte de Thouars,
Marguerite (vers 1400 ✝ 1445), dame de Saint-Nazaire,
mariée le 20 mai 1423 à Charles de Coësmes (vers 1392 ✝ 1466), baron de Lucé,
marié en 1414 à Jeanne d'Harcourt (11 septembre 1399 ✝ 3 mars 1456), fille de Jean VII, comte d'Harcourt, dont :
Jean, mort jeune,
François, 17e seigneur de Rieux,

- 1431 - 1458 François Ier (11 août 1418 ✝ 20 novembre 1458), 17e seigneur de Rieux, fils du précédents, seigneur de Rochefort, baron de Malestroit, comte d'Harcourt, seigneur d'Assérac, vicomte de Donges, conseiller et chambellan de François Ier, chevalier de l'Ordre de l'Hermine, chambellan[7] du dauphin, futur Louis XI,
marié le 11 février 1442 à Jeanne ( ✝ 29 juin 1459), fille de Alain IX, vicomte de Rohan, dont :
Louise (née le 1er mars 1446 - Ancenis),
mariée le 12 juin 1463 à Louis II (vers 1444 ✝ 25 mai 1508), seigneur de Guémené,
Jean IV, 18e seigneur de Rieux,
Marie,
François II (né le 6 octobre 1448, mort jeune), seigneur d'Assérac,

- 1458 - 1518 Jean IV (27 juin 1447 † 9 février 1518), 18e seigneur de Rieux, fils des précédents, baron de Malestroit et d'Ancenis, seigneur de Cranhac, de Rochefort, comte d'Aumale, comte d'Harcourt (en Normandie), vicomte de Donges, seigneur de Couëron, de Largouët, de Châteaugiron, de Derval, de La Bellière et 13e seigneur de Rougé, régent[8] et  maréchal de Bretagne, Lieutenant-général du roi en Bretagne,

Dévasté en 1488 par les Français, le château est reconstruit par Jean IV.
- 1518 - 1532 Claude Ier (15 février 1497 † 19 mai 1532), 19e seigneur de Rieux, fils du précédent, seigneur de Rochefort, comte d'Harcourt, et comte d'Aumale, seigneur d'Assérac, vicomte de Donges,
marié à Catherine de Laval (1504 † 1526), dame de la Roche-Bernard, dont :
Guyonne de Rieux, née Renée de Rieux (1524 † 1567), comtesse de Laval, de Montfort, baronne de Quintin, vicomtesse de Donges,
Claudine de Rieux, dame de la Roche-Bernard, de Rieux, et de Rochefort,
marié le 20 novembre 1529 à Suzanne de Bourbon-Montpensier ( † 1570), fille de Louis de Bourbon (1473 † 1520), prince de La Roche-sur-Yon et Louise de Montpensier dont :
Claude II, 20e seigneur de Rieux,
Louise de Rieux (vers 1531 † vers 1570), dame de Rieux, comtesse d'Harcourt, et baronne d'Ancenis,
mariée le 3 février 1554 à René II d'Elbeuf,

- Claude II[9] (1530 † 26 avril 1548), 20e seigneur de Rieux, fils du précédent, seigneur de Rochefort, comte d'Harcourt, et comte d'Aumale, vicomte de Donges, et baron d'Ancenis, sans alliance ni postérité[10],

- Claudine de Rieux[11], dame de la Roche-Bernard, de Rieux, et de Rochefort, sœur du précédent,
mariée le 9 décembre 1548 (Saint-Germain-en-Laye) à François de Coligny d'Andelot (1521 † 1569), seigneur d'Andelot,

La seigneurie passe entre les mains de la famille de Coligny en 1567.

## Maison de Coligny

Armes de la maison de Coligny

- 1567 - 1569 François de Coligny d'Andelot (1521 † 1569), comte de Laval, de Montfort, seigneur d'Andelot, de Rochefort, de Tanlay, de Courcelles-au-Bois et de La Roche-Bernard, Colonel Général de l'Infanterie Française, époux de la précédente,
marié le 9 décembre 1548 (Saint-Germain-en-Laye) à Claudine de Rieux, dame de la Roche-Bernard, de Rieux, et de Rochefort, dont :
Marguerite de Coligny d'Andelot (née le 28 février 1553),
marié à Julien de Tournemine, seigneur de Montmoreal,
Paul de Coligny dit Guy XIX de Laval,
François II de Coligny d'Andelot (23 août 1559 † 9 avril 1586), seigneur de Rieux,
marié le 27 août 1564 à Anne fille de Jean, comte de Salm, dont :
François III de Coligny d'Andelot, seigneur de Tanlay,
Benjamin de Coligny d'Andelot ( † 7 avril 1586), seigneur de Sailly et seigneur de Courcelles-au-Bois,
Anne de Coligny d'Andelot, dame de Tanlay, de Sailly et de Courcelles-au-Bois,
mariée en 1574 à Jacques Chabot ( † 1630), marquis de Mirebeau, fils de Philippe Chabot,
Susanne de Coligny d'Andelot,
mariée à Guillaume de Poitiers, baron d'Outre,

- 1569 - 1586 Paul de Coligny dit Guy XIX de Laval, (13 août 1555 † 15 avril 1586, Taillebourg), comte de Laval, de Montfort, d'Harcourt, et baron de Quintin, seigneur de Rochefort,
marié le 1er septembre 1583 à Anne d'Alègre, fille de Christophe Ier, seigneur de Saint-Just, dont :
Guy XX de Laval,

Le château sera de nouveau en partie détruit par les Ligueurs en 1594, il sera néanmoins reconstruit.
- 1586 - 1605 François de Coligny dit Guy XX de Laval, (5 mai 1585, comté d'Harcourt en Normandie † 3 décembre 1605, Hongrie), comte de Laval, de Montfort, d'Harcourt, et baron de Quintin, seigneur de Rochefort,

La seigneurie passe ensuite entre les mains de la Maison d'Elbeuf en 1607, du fait du mariage, le 3 février 1554, de Louise de Rieux (vers 1531 † vers 1570), dame de Rieux, comtesse d'Harcourt, et baronne d'Ancenis, à René II d'Elbeuf, dont :
- Marie de Lorraine (21 août 1555 † vers 1603),
mariée le 10 novembre 1576 (Château de Joinville) à Charles Ier (1555 † 1631), duc d'Aumale,
Charles Ier, (18 octobre 1556 † 4 août 1605), marquis puis duc d'Elbeuf et comte d'Harcourt, seigneur puis comte de Lillebonne, seigneur puis comte de Rieux, et baron d'Ancenis, pair de France,

## Maison d'Elbeuf

Armes des ducs d'Elbeuf.

- Charles II (5 novembre 1596 † 5 novembre 1657), duc d'Elbeuf, comte de Lillebonne, comte de Rieux, seigneur de Rochefort, fils de Charles Ier,
- Charles III (1620 † 1692), duc d'Elbeuf, comte de Lillebonne, comte de Rieux, seigneur de Rochefort, fils du précédent,

## Épilogue
Une partie du domaine est acquise en 1673 par Vincent-Exupère de Larlanen, baron de Kerouzéré (évêché de Léon), seigneur de Trogoff.
Les lucarnes du (XVIe siècle) de style gothique et Renaissance proviennent du château de Keralio en Noyal-Muzillac (ancienne propriété des Larlan et des Nétumières).
En 1771, le château est la propriété de la famille Hay Des Nétumières, vicomtes de Merdrignac. Le château est démoli en juillet 1793, à la suite d'un incendie pendant les luttes de la Chouannerie. Les écuries sont transformées en habitation en juillet 1843.
Propriété du docteur Juhel (en 1843), il est vendu en 1907 au peintre américain Alfred Klots qui reconstruit un nouveau château avec les communs du XVIIe siècle.
Entre 1925 et janvier 1927, Alfred Klots édifie une seconde tour à l'extrémité de l'aile Sud. Durant les deux guerres mondiales, l'édifice a servi d'hôpital militaire américain. De l'ancien château, il subsistait, en 1867, cinq tours dont l'une servait de chapelle.
L'édifice est aujourd'hui la propriété du conseil général du Morbihan et abrite un musée.

## Sources
- Maison de Rochefort-en-Terre sur la Généalogie de la famille de Carné
- Maison de Rochefort-en-Terre sur geneweb.inria.fr
- Histoire et noblesse de Rochefort-en-Terre sur www.infobretagne.com
- hermineradieuse
- Détails sur la seigneurie de Rochefort